# فرودگاه صحرایی کرسه‌مکی
فرودگاه صحرایی کَرسَه‌مَکی (به انگلیسی: Kärsämäki Airfield) (به زبان بومی: Kärsämäen lentokenttä) یک فرودگاه همگانی است که یک باند فرود شن و چمن دارد و طول باند آن ۷۰۰ متر است. این فرودگاه در شهر کرسه‌مکی کشور فنلاند قرار دارد و در ارتفاع ۱۰۶ متری از سطح دریا واقع شده است.